# Roxen
Larisa Roxana Giurgiu (Cluj-Napoca, 5 de enero de 2000), conocida por su nombre artístico Roxen, es una cantante rumana. Se dio a conocer por su participación en el sencillo «You Don't Love Me» (2019) del productor rumano Sickotoy, que alcanzó el puesto número tres en Rumania e ingresó en varias listas de reproducción internacionales. Sus siguientes sencillos, «Ce-ți cântă dragostea» y «Spune-mi», encabezaron la lista Airplay 100 en su país. En 2020, iba a representar a Rumanía en el Festival de la Canción de Eurovisión de ese mismo año con la canción «Alcohol You» antes de la cancelación del evento debido a la  pandemia de COVID-19. No obstante, Eurovisión seleccionó a Roxen internamente para representar a su país en la edición de 2021 con la canción «Amnesia»; alcanzó el puesto 12 sin avanzar hacia la final.

## Biografía y carrera

### 2000-2019: Primeros años de vida y comienzos de su carrera
Larisa Roxana Giurgiu nació el 5 de enero de 2000 en Cluj-Napoca, Rumania. Descubrió su pasión por la música a la edad de siete años y, además, tomó clases de canto y piano. Tras firmar un contrato de grabación con Global Records, Roxen participó en el sencillo «You Don't Love Me» del productor rumano Sickotoy en agosto de 2019. El tema fue un éxito comercial en Rumania; obtuvo el puesto número tres en la lista Airplay 100, e ingresó en las listas de reproducción de varios países como Francia, Estados Unidos, Rusia y España. Su primer sencillo «Ce-ți cântă dragostea» se estrenó en noviembre del mismo año y alcanzó el primer lugar en Rumania.

### Desde 2020: Eurovisión y nuevos proyectos

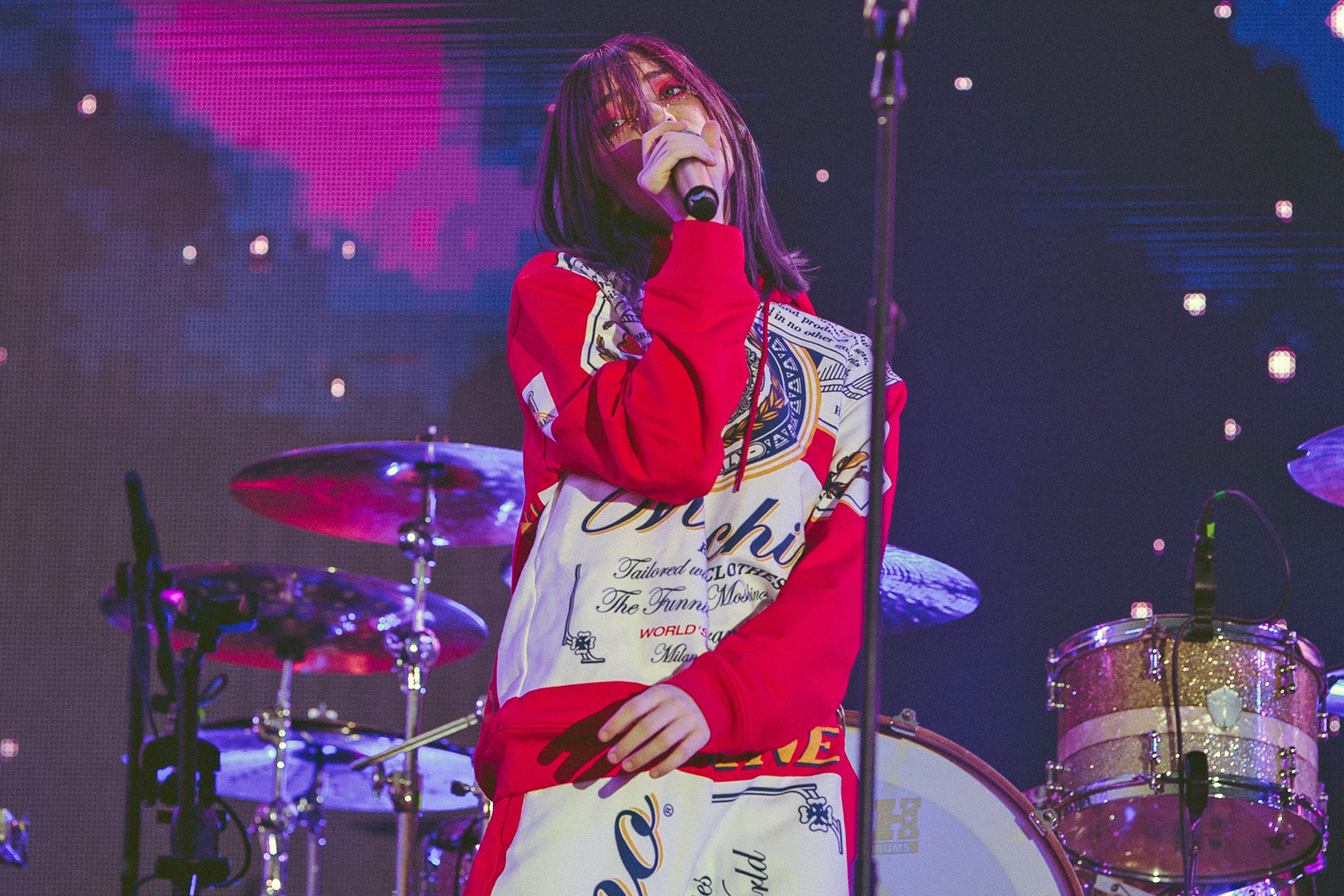
Roxen durante una presentación en 2020.

A principios de febrero de 2020, estuvo entre los tres artistas preseleccionados para representar a Rumania en el Festival de la Canción de Eurovisión 2020; la Sociedad Rumana de Televisión (TVR) colaboró con Global Records para la selección. El 11 de febrero, se reveló el triunfo de Roxen para representar a su país. Sus cinco canciones para el programa de selección Selecția Națională—«Alcohol You», «Beautiful Disaster», «Cherry Red», «Colors» y «Storm»—se lanzaron el 21 de febrero de 2020. «Alcohol You» fue el tema ganador de la final nacional. Sin embargo, el 18 de marzo, la Unión Europea de Radiodifusión (UER) anunció la cancelación del Festival de la Canción de Eurovisión 2020 debido a la actual pandemia de COVID-19. Aunque TVR había considerado enviar «Alcohol You» para participar en el Festival de la Canción de Eurovisión 2021, poco después la UER anunció que las canciones de 2020 no pueden ingresar al evento del próximo año. No obstante, Eurovisión seleccionó a Roxen internamente para la edición de 2021.
En junio de 2020, la marca rumana Loncolor Expert HEMPstyle contrató a la estrella para aparecer en varios afiches publicitarios y en un comercial que usa su propia canción, «Storm». Después del lanzamiento de su sencillo «How to Break a Heart» en el mes de julio, Roxen se benefició por una campaña promocional para la cual Global Records se asoció con Warner Music. En el mes de octubre, su sencillo «Spune-mi» se convirtió en su segundo número uno en Rumania. Más tarde, el jurado interno de Eurovisión seleccionó «Amnesia» como la canción con la que Roxen representaría a su país en la edición de 2021; el tema se estrenó el 4 de marzo en las plataformas digitales. Roxen interpretó la canción durante la primera semifinal del evento el 18 de mayo de 2021 y alcanzó el puesto 12 con 85 puntos, por lo tanto no consiguió avanzar hacia la final. En diciembre de 2021, su sencillo «Money Money», en colaboración con DMNDS y Strange Fruits Music, ingresó en el top 10 en Bielorrusia y Rusia. «Dincolo de Marte» (2021), una colaboración con Randi, alcanzó el puesto número dos en Rumania en abril de 2022. Más tarde, «UFO», canción que en un principio estuvo destinada para Eurovisión, alcanzó el top 10 en Polonia y obtuvo un disco de oro al vender 25.000 unidades en la región.

## Arte e influencias
El género musical de Roxen es deep house. Varios críticos han comparado su estilo musical y apariencia con Dua Lipa y Billie Eilish. Durante una entrevista, Roxen nombró a Beyoncé como una de sus mayores influencias musicales.

## Vida personal
Roxen practica el vegetarianismo. Durante una entrevista, contó que se le diagnosticó con la enfermedad de Lyme a los 14 años. Desde junio de 2020, reside en Bucarest. Al principio del mes, acusó a su expareja de abuso emocional y chantaje, y obtuvo una orden de alejamiento contra él después de presentar una queja ante la policía local. En julio de 2021, a través de su cuenta oficial en TikTok, confesó pertenecer al género no binario, y aclaró que se identifica con todos los pronombres. También afirmó que: «Desde temprano me sentía como un niño en el cuerpo de una niña [...] pienso que en mi vida anterior yo era realmente un niño».

## Discografía

### Sencillos

#### Como artista principal
| Título                                                                                    | Año  | Posicionamiento en listas | Posicionamiento en listas | Posicionamiento en listas | Posicionamiento en listas | Posicionamiento en listas | Posicionamiento en listas | Posicionamiento en listas | Certificaciones (en ventas) | Álbum              |
| Título                                                                                    | Año  | RUM                       | BEL (FL)                  | BIE                       | LIT                       | PB                        | POL                       | RUS                       | Certificaciones (en ventas) | Álbum              |
| ----------------------------------------------------------------------------------------- | ---- | ------------------------- | ------------------------- | ------------------------- | ------------------------- | ------------------------- | ------------------------- | ------------------------- | --------------------------- | ------------------ |
| «Ce-ți cântă dragostea»                                                                   | 2019 | 1                         | —                         | —                         | —                         | —                         | —                         | —                         |                             | Sencillo sin álbum |
| «Alcohol You»                                                                             | 2020 | —                         | —                         | —                         | —                         | —                         | —                         | —                         |                             | Sencillo sin álbum |
| «Spune-mi»                                                                                | 2020 | 1                         | —                         | —                         | —                         | —                         | —                         | —                         |                             | Sencillo sin álbum |
| «How to Break a Heart»                                                                    | 2020 | —                         | —                         | —                         | —                         | —                         | —                         | —                         |                             | Sencillo sin álbum |
| «Wonderland» (con Alexander Rybak)                                                        | 2020 | —                         | —                         | —                         | —                         | —                         | —                         | —                         |                             | Sencillo sin álbum |
| «Parte din tine» (con DJ Project)                                                         | 2021 | 9                         | —                         | —                         | —                         | —                         | —                         | —                         |                             | Sencillo sin álbum |
| «Amnesia»                                                                                 | 2021 | —                         | —                         | —                         | 51                        | —                         | —                         | —                         |                             | Sencillo sin álbum |
| «Inimă nu fi de piatră»                                                                   | 2021 | 51                        | —                         | —                         | —                         | —                         | —                         | —                         |                             | Sencillo sin álbum |
| «Money Money» (con DMNDS and Strange Fruits Music)                                        | 2021 | —                         | —                         | 7                         | —                         | —                         | —                         | 3                         |                             | Sencillo sin álbum |
| «Strada ta» (con Nane)                                                                    | 2021 | —                         | —                         | —                         | —                         | —                         | —                         | —                         |                             | Sencillo sin álbum |
| «Crazy Valorant» (con Killa Fonic)                                                        | 2021 | —                         | —                         | —                         | —                         | —                         | —                         | —                         |                             | Sencillo sin álbum |
| «Dincolo de Marte» (con Randi)                                                            | 2021 | 2                         | —                         | —                         | —                         | —                         | —                         | —                         |                             | Sencillo sin álbum |
| «UFO»                                                                                     | 2022 | —                         | —                         | —                         | —                         | —                         | 2                         | —                         | - 25 000                    | Sencillo sin álbum |
| «Printre stele»                                                                           | 2022 | —                         | —                         | —                         | —                         | —                         | —                         | —                         |                             | Sencillo sin álbum |
| «Ghost» (con Mausio)                                                                      | 2022 | —                         | —                         | —                         | —                         | —                         | —                         | —                         |                             | Sencillo sin álbum |
| «Biggest Idiot»                                                                           | 2022 | —                         | —                         | —                         | —                         | —                         | —                         | —                         |                             | Sencillo sin álbum |
| «Fool»                                                                                    | 2022 | —                         | —                         | —                         | —                         | —                         | —                         | —                         |                             | Sencillo sin álbum |
| «Enemies» (con Selin)                                                                     | 2022 | —                         | —                         | —                         | —                         | —                         | —                         | —                         |                             | Sencillo sin álbum |
| «—» indica que el sencillo no alcanzó posición alguna o no fue lanzado en ese territorio. |      |                           |                           |                           |                           |                           |                           |                           |                             |                    |

#### Como artista invitada
| Título                                                                                    | Año  | Posicionamiento en listas | Posicionamiento en listas | Posicionamiento en listas | Álbum              |
| Título                                                                                    | Año  | RUM                       | BUL                       | RUS                       | Álbum              |
| ----------------------------------------------------------------------------------------- | ---- | ------------------------- | ------------------------- | ------------------------- | ------------------ |
| «You Don't Love Me» (Sickotoy con Roxen)                                                  | 2019 | 3                         | 7                         | 970                       | Sencillo sin álbum |
| «Over and Over» (PAX Paradise Auxiliary con Roxen)                                        | 2020 | —                         | —                         | —                         | Sencillo sin álbum |
| «Devil in Disguise» (Coyot con la voz sin acreditar de Roxen)                             | 2020 | —                         | —                         | —                         | Sencillo sin álbum |
| «—» indica que el sencillo no alcanzó posición alguna o no fue lanzado en ese territorio. |      |                           |                           |                           |                    |

#### Sencillos promocionales
| Título               | Año  | Álbum              |
| -------------------- | ---- | ------------------ |
| «I Don't Care»       | 2019 | Sencillo sin álbum |
| «Beautiful Disaster» | 2020 | Sencillo sin álbum |
| «Cherry Red»         | 2020 | Sencillo sin álbum |
| «Colors»             | 2020 | Sencillo sin álbum |
| «Storm»              | 2020 | Sencillo sin álbum |
| «Escape»             | 2020 | Sencillo sin álbum |
| «Nono Bad»           | 2022 | Sencillo sin álbum |

### Otras participaciones
| Título                                | Año  | Álbum            |
| ------------------------------------- | ---- | ---------------- |
| «Nu dorm» (Nane con Roxen)            | 2022 | Cordial          |
| «Cenușăreasa» (OG Eastbull con Roxen) | 2022 | Foame și ambiție |

### Créditos de composición
| Título              | Año  | Artista(s)    | Álbum              |
| ------------------- | ---- | ------------- | ------------------ |
| «Devil In Disguise» | 2020 | Coyot         | Sencillo sin álbum |
| «Strada ta»         | 2021 | Roxen y Nane  | Sencillo sin álbum |
| «Dincolo de Marte»  | 2021 | Randi y Roxen | Sencillo sin álbum |
| «Printre stele»     | 2022 | Roxen         | Sencillo sin álbum |

### Videos musicales
| Título                  | Año  | Artista(s) principal(es)       | Artista(s) invitado(s) | Director(s)                                      |
| ----------------------- | ---- | ------------------------------ | ---------------------- | ------------------------------------------------ |
| «You Don't Love Me»     | 2019 | Sickotoy                       | Roxen                  | Raluca Netca                                     |
| «Ce-ți cântă dragostea» | 2019 | Roxen                          | Ninguno                | Raluca Netca                                     |
| «I Don't Care»          | 2019 | Roxen                          | Ninguno                | Șerban Racoviteanu                               |
| «Over and Over»         | 2020 | PAX Paradise Auxiliary         | Roxen                  | Alex Mureşan                                     |
| «Escape»                | 2020 | Roxen                          | Ninguno                | Desconocido                                      |
| «Spune-mi»              | 2020 | Roxen                          | Ninguno                | Anton San                                        |
| «How to Break a Heart»  | 2020 | Roxen                          | Ninguno                | Anton San                                        |
| «Wonderland»            | 2020 | Roxen / Alexander Rybak        | Ninguno                | Raluca Netca                                     |
| «Parte din tine»        | 2021 | Roxen / DJ Project             | Ninguno                | Kobzzon                                          |
| «Amnesia»               | 2021 | Roxen                          | Ninguno                | Bogdan Păun                                      |
| «Inimă nu fi de piatră» | 2021 | Roxen                          | Ninguno                | Kobzzon                                          |
| «Money Money»           | 2021 | Roxen / DMNDS / Strange Fruits | Ninguno                | Isabella Szanto/ Roberto Stan / Loops Production |
| «Dincolo de Marte»      | 2021 | Randi / Roxen                  | Ninguno                | Ionuț Trandafir                                  |
| «Crazy Valorant»        | 2021 | Killa Fonic / Roxen            | Ninguno                | Bogdan Păun                                      |
| «Printre stele»         | 2022 | Roxen                          | Ninguno                | Bogdan Păun                                      |
| «Ghost»                 | 2022 | Mausio / Roxen                 | Ninguno                | Fati.TV                                          |
| «Biggest Idiot»         | 2022 | Roxen                          | Ninguno                | David Mogan                                      |
| «Fool»                  | 2022 | Roxen                          | Ninguno                | Cristina Poszet / Andra Marta                    |